# ダウト〜嘘つきオトコは誰?〜
『ダウト〜嘘つきオトコは誰?〜』（ダウト〜うそつきおとこはだれ？〜）は株式会社ボルテージより配信されていたスマートフォン・タブレットPC向けゲームアプリ。
「男の嘘を見抜く」事をテーマとした女性向け恋愛ドラマアプリ。ストーリーモードはメインである「嘘つきオトコ編」「オフィス男女編」「セレブ学生編」「裏社会編」「アプリ婚編」の5種と本編より短めのミニダウト「豪華客船編」「嘘つきオンナ編」「タワマン編」の3種。
2022年3月22日をもってサービスを終了。本作の内容は同社運営の読み物アプリ「100シーンの恋＋」へ統合される予定。

## ストーリー
嘘つき男編
浮気をしていた彼氏の古谷静雄を振って、婚活パーティーに参加した主人公（プレイヤー）。そこで10人ものイケメンから次々とアプローチを受けて久しぶりのモテ期到来。しかし、同じく婚活パーティーで知り合った謎のオカマ占い師から10人のうち9人は嘘つきオトコだと告げられる。9人の嘘つきダメ男をダウトして、理想のオトコを手に入れるため主人公は恋愛をしながら謎解きをし、奮闘する。
オフィス男女編
恋も仕事も全てが順調だった主人公（プレイヤー）。しかし、会社の同期に彼氏を寝取られ、さらに失敗確実のプロジェクトに異動させられてしまう。プロジェクトメンバーは男女合わせ10人。でもそのうちの9人はアナタの足を引っ張る裏切り者！？
セレブ学生編

裏社会編

アプリ婚編

## 登場人物

### 主要人物

#### 嘘つきオトコ編
主人公（プレイヤー）
残念な美人でオトコ運なし。田舎出身な自分にコンプレックスを持っている。職業はウエディングプランナー。年齢は28歳。たこ焼きと猫を組み合わせたゆるキャラのたこねこマンが大好き。部屋着はジャージ。名前は自由に変えられる。
間宮 春一（まみや はるいち）
声 - 野島健児
主人公が勤務している会社の取引先である株式会社NEXT INFOの代表取締役社長。端正なルックスと優しい性格で、主人公の会社にもファンが多い。しかし本人は気にした様子はない。人前ではいたって紳士的だが、二人きりになると態度が豹変したりする。インテリ・ロールキャベツ男子。眼鏡。
WOMAN EXPO TOKYO 2016にボルテージがブースを出展した際には菊池修司が、東京ゲームショウ2016に出展した際には山谷宣博が間宮に扮した。
年齢31歳。身長180センチ。誕生日1月25日。趣味は弓道。
志賀 颯太郎（しが そうたろう）
声 - 佐藤拓也
若き天才外科医。年収は2300万。パーティーで出会う誰よりも早く求婚してくる、何事もストレートなタイプ。主人公の近所に住んでいる。クールな顔だが甘いものが好きで、“パティスリー・カシ”のケーキを食べた時には感動していた。唯川とは行きつけのラーメン屋で出会い、どちらの方がより辛いラーメンを食べられるかを競う仲。お酒に弱い。
年齢29歳。身長178センチ。誕生日11月7日。趣味は仕事。
玄野 梓（くろの あずさ）
声 - 阿部敦
新進気鋭の売れっ子クリエイターで、自身が作ったキャラクターのにゃー太郎がSNSのスタンプになるほどの実力。人懐っこい性格で年上キラーとの噂。隙を見せると懐にぐいぐい入り込んでくる。可愛い系小悪魔男子。料理が得意。弟がおり、昔はよくオムライスを作ってあげていた。
WOMAN EXPO TOKYO 2016では高本学が、東京ゲームショウ2016では澤口奨弥が玄野に扮した。
年齢27歳。身長177センチ。誕生日7月7日。趣味は天体観測。
片桐 桂馬（かたぎり けいま）
声 - 興津和幸
主人公の大学時代のゼミの先輩。学生の頃から皆に人気で主人公にとっても憧れの人だった。現在は敏腕イケメン証券マンで将来有望。大学時代は主人公ではない彼女がいたため元カレではない。社交的なモテ男子。室井と行きつけのバーが一緒である事件をきっかけに意気投合する。
年齢32歳。身長180センチ。誕生日5月12日。趣味はチェス。
矢澤 丈（やざわ じょう）
声 - 森久保祥太郎
自身のファッションブランド“JOE YAZAWA”を経営する天才デザイナー。個性的なクローズで世界のファッショニスタを魅了している。アプリ内のSNSであるFindFriendによると東京都目黒区青葉台に店舗をかまえている。
年齢32歳。身長178センチ。誕生日3月3日。趣味はアクアリウム。
唯川 至（ゆいかわ いたる）
声 - 近藤隆
商社勤務のエリート爽やか好青年。会社名は株式会社Rich Trading。主人公と同い年で、趣味や嗜好も似ていたためすぐに打ち解ける。たこねこマンの良さを分かち合える良き理解者。最近ハマっていることはボルダリング。入社二年目に初めて自分が担当したワイナリーにて経営者の秋山にワインの味の違いを問われたところ、的外れなことを答えてしまい、追い返されたのが悔しく、それ以降毎晩ワインを飲んで勉強して再チャレンジの後契約を勝ち取るという努力家な一面もある。
東京ゲームショウ2016では植田恭平が唯川に扮した。
年齢28歳。身長178センチ。誕生日10月26日。趣味はワイン。
加賀美 和巳（かがみ かずみ）
声 - 川原慶久
実力派ミステリー作家。新刊を出せば毎回ベストセラーになるほどの売れっ子。掴みどころのない性格。神奈川県鎌倉市在住。大人の男の包容力を持つ。ミステリー小説を書いているだけのことはあり、実生活での推理力も抜群。バッティング×クリスマス〜禁断の10股デート〜のイベントシナリオではクルーズデート中に起きたとある事件を解決した。
年齢40歳。身長181センチ。誕生日2月6日。趣味はハーモニカ。
樫 冬也（かし とうや）
声 - 岸尾だいすけ
主人公が通っている“パティスリー・カシ”のオーナーシェフ。そのスイーツより甘い樫のルックスを目当てに来店する客も多い。“パティスリー・カシ”はテレビの取材が入るほどの人気店である。営業時間は10時〜20時で不定休。他のスタッフも全員イケメンだという。
年齢28歳。身長175センチ。誕生日12月22日。趣味はペットの散歩。
室井 國雄（むろい くにお）
声 - 森川智之
外務省勤務の外交官。出来る大人の男。仕事もプライベートもしっかりこなしている。約束を取り付けるのが早い。手が早い。あからさまな俺様肉食エリート男子。料理の手際が良く、高い位置から牡蠣に塩コショウを振る。
年齢38歳。身長182センチ。誕生日11月23日。趣味は料理と車。
松木 蹴人（まつき しゅうと）
声 - 内田雄馬
サッカー日本代表選手。所属チームは東京セルビーズ。ビッグマウスなところもあるが人懐っこい性格からファンも多く国民的スターである。父の名は修造、母はみちこ、妹はかなこ。誕生日に母親からもらった時計をいつも付けている。恋愛編は未配信。
年齢25歳。身長176センチ。誕生日8月10日。趣味は携帯ゲーム。
古谷 静雄（ふるや しずお）
声 - 八代拓
チュートリアルにあたるパートで主人公の彼氏である人物だが浮気が原因で主人公にダウトされて振られる。別れた後は主人公のストーカーになる。しかしこう見えて高収入、高学歴、イケメンの三拍子揃ったまさに理想のオトコである。最近はイケメンジャッジという各キャラクターが考えたアプローチシチュエーションを静雄が演じて本当は誰が考えたアプローチなのかを当てるイベントで大活躍している。恋愛編は未配信。
東京ゲームショウ2016では秋池悠真と瀬戸啓太が静雄に扮した。
年齢30歳。身長178センチ。誕生日9月14日。趣味はブログ。

#### オフィス男女編
主人公（プレイヤー）

宮田 れいな（みやた れいな）

横山 実（よこやま みのる）

四條 啓介（しじょう けいすけ）

広瀬 大吉（ひろせ だいきち）

阿久津 メイ（あくつ めい）

福村 千紗（ふくむら ちさ）

栗原 エル（くりはら える）

佐々木  祐聖（ささき ゆうせい）

小島 汐里（こじま しおり）

楠 孝平（くすのき こうへい）

#### セレブ学生編
主人公（プレイヤー）

小鳥遊 澪（たかなし みお）

皇 勇斗（すめらぎ はやと）

月野 瞬矢（つきの しゅんや）

涼宮 翔太郎（すずみや しょうたろう）

周防 聡佑（すおう そうすけ）

倉持 杏子（くらもち きょうこ）

東堂 要（とうどう かなめ）

柊 せんり（ひいらぎ せんり）

西園寺 朱里（さいおんじ あかり）

有栖川 凪（ありすがわ なぎ）

#### 裏社会編
主人公（プレイヤー）

吾川 映太郎（あがわ えいたろう）

姫野 玲子（ひめの れいこ）

市村 幸作（いちむら こうさく）

神座 雄樹（かむくら ゆうき）

風宮 和真（かぜみや かずま）

中野 カレン（なかの かれん）

大蔵 蒼（おおくら あお）

杉山亜美（すぎやま あみ）

常盤 洋一（ときわ よういち）

綿谷 俊祐（わたや しゅんすけ）
　　　

##### アプリ婚編
主人公（プレイヤー）

八乙女 丞（やおとめ たすく）

成澤 義貴（なるさわ よしき）

忍田 智幸（しのだ ともゆき）

和久井 奏汰（わくい かなた）

宮部 耀大（みやべ ようだい）

ルーカス キャンベル（るーかす きゃんべる）

高砂 清斗（たかさご きよと）

赤木 晃一（あかぎ こういち）

天海 誠也（あまみ まさや)

檜山 琉司（ひやま りゅうじ）

千野 祥真（ちの しょうま）

蕪木 祥（かぶらぎ しょう）

竹内 優二（たけうち ゆうじ）

古賀 大吾（こが だいご）

松川 健市（まつかわ けんいち）

中條 久志（ちゅうじょう ひさし）

原垣 史朗（はらがき しろう）

### サブキャラクター

#### 嘘つきオトコ編
ゆり
主人公の同級生。出版社で編集者の仕事をしており、「am・am」という雑誌を編集している。
姐さん
主人公とゆりの大学での友人。美魔女で達観していることから付けられた姐さんという愛称で呼ばれている。同じ大学の先輩である片桐とも知り合いである。今は室井の外務省での同期の佐野といい感じになっている。
キャシー
婚活パーティーに居合わせた謎の占い師。
佐野（さの）
室井の外務省での同期。室井曰く出世コースからは外れている。室井と一緒に婚活パーティーに来ていた。
あゆみ
主人公の会社の後輩。すぐ先輩である主人公を頼ってくる。
赤平 慎司（あかひら しんじ）
ヘッドハンティングで主人公の会社に入社してきた新入社員。アカペラサークルに入っておりたまに駅前で歌っている。イベント「嘘つきだらけのバレンタイン-撃退女狐とオオカミ男-」で初登場。アカペラサークルは表向きであり、実際は乱交や輪姦を目的としたLIBERTYというサークルの代表だと判明して主人公にダウトされるも、その後イベント「灼熱！ビーチバトル」や「なりすましハロウィン」等で再登場。
高岡 理恵（たかおか りえ）
主人公の会社の御局様。
鮎原（あゆはら）
主人公の会社のモテ男。
ダウティーナ
主人公がアプリ内のSNSであるTalkTimeで使うスタンプのキャラクター名。

## モバイル
スマートフォン用のツールアプリ
- LINEスタンプ
  - ダウト〜嘘つきオトコは誰?〜（2016年8月配信）

## 略歴
2015年9月1日アプリリリース
2016年2月6日TVCM「ダウト篇」放映開始
2016年3月18日Twitter公式アカウント開設・TVCM「オトコファイルハント〜CM真相篇〜」放映開始
2016年3月23日新シリーズ制作の発表
2016年4月18日TVCM「オトコファイルハント〜CM真相篇〜PART2」放映開始
2016年5月11日新シリーズ「ダウト〜オフィスは男女の嘘だらけ〜」リリース
2016年5月21日、5月22日WOMAN EXPO TOKYO 2016にブース出展
2016年6月15日200万ダウンロード突破
2016年7月12日新企画イケメンジャッジ第一回開催スタート(矢澤、志賀、室井、玄野)
2016年8月1日〜8月7日超汐留パラダイスにブース出展
2016年8月5日LINEスタンプ配信開始
2016年9月15日〜9月18日東京ゲームショウ2016にブース出展
2016年9月20日イケメンジャッジ第二回開催スタート(樫、間宮、矢澤、加賀美)・「嘘つきオトコ編」10キャラ声優発表
2016年10月18日プロローグ、1st〜3rdボイス追加
2016年11月5日、11月6日AGF2016にブース出展
2016年11月8日イケメンジャッジ第三回開催スタート(松木、唯川、加賀美、片桐)

## 実写映画
2018年8月29日、9月1日の3周年を記念しての実写映画製作が発表され、2019年10月4日に公開。主演の堀田茜は実写映画初ヒロインとなる。
キャッチ・コピーは「私はダマされない、最高のオトコを手にいれる！」。

### キャスト
- 桜井香菜 - 堀田茜
- 唯川至 - 稲葉友[5]
- 玄野梓 - 西銘駿[6]
- 松木蹴人 - 藤田富
- 矢澤丈 - 牧田哲也
- 間宮春一 - 岩永徹也[7]
- 樫冬也 - 三津谷亮
- 志賀颯太郎 - 水石亜飛夢
- 加賀美和巳 - 久保田悠来[8]
- 片桐桂馬 - 佐伯大地
- 室井國雄 - 永山たかし
- 尾崎正造 - 鶴見辰吾

### スタッフ
- 原作：ボルテージ「ダウト〜嘘つきオトコは誰？〜」
- 監督 - 永江二朗
- 脚本 - 鹿目けい子
- 主題歌 - +α/あるふぁきゅん。「Break Karma」（MAGES.）
- プロデューサー - 末吉太平／上野境介／相川真範
- 宣伝 - ツインピークス／キャンター
- 配給 - キャンター／スターキャット　制作プロダクション：キャンター
- 製作 - ボルピクチャーズ／バップ／日活／キャンター／スターキャット

## 漫画
『ダウト〜嘘つき王子は誰?〜』のタイトルで、講談社とpixivの共同運営アプリ『Palcy』にて2018年9月から2020年11月まで連載。
内容は、コミック版のオリジナルストーリー。作画は此処田ヨー子。
- 原作・監修：ボルテージ著、作画：此処田ヨー子 『ダウト〜嘘つき王子は誰?〜』 講談社〈KCx〉、全3巻
  1. 2019年10月11日発売[9]、ISBN 978-4-06-515285-0
  2. 2019年11月13日発売[10]、ISBN 978-4-06-517935-2
  3. 2020年11月13日発売[11]、ISBN 978-4-06-521459-6